# Chi Ceti
Chi Ceti (53 Ceti) é uma estrela binária na direção da constelação de Cetus. Possui uma ascensão reta de 01h 49m 35.19s e uma declinação de −10° 41′ 10.3″. Sua magnitude aparente é igual a 4.66. Considerando sua distância de 77 anos-luz em relação à Terra, sua magnitude absoluta é igual a 2.79. Pertence à classe espectral F3III.